# Trienio Adeco
El Trienio Adeco, comprendido entre 1945 y 1948, se refiere al período histórico que inaugura una democracia representativa con sufragio universal en Venezuela. Este período representa fin de la Hegemonía Andina, entre 1899 y 1945, así como el inicio de Acción Democrática (AD) como primera fuerza política venezolana.
Aunque el aparato opresor de la dictadura de Juan Vicente Gómez estaba siendo desmontado lentamente por sus sucesores, los también militares y tachirenses, Eleazar López Contreras e Isaías Medina Angarita; en octubre de 1945, varios oficiales militares de graduación media y un grupo de militantes de Acción Democrática, dieron un golpe de Estado exitoso, dando inicio al Trienio Adeco.
Durante este período, Venezuela experimentó una mayor apertura democrática, eligiéndose una Asamblea Constituyente que elaboró la Constitución de Venezuela de 1947, y realizándose las primeras elecciones presidenciales universales, secretas y directas, resultando electo el novelista Rómulo Gallegos. No obstante, cabe resaltar la marginalización del poder que otras fuerzas políticas sufrieron de parte de AD, destacando Copei y el Partido Comunista, lo que ha generado que el mote «Trienio Adeco» sea preferido por los historiadores en lugar de «Trienio Democrático».
Este breve período democrático terminó en noviembre de 1948 bajo otro golpe de Estado militar, encabezado por Marcos Pérez Jiménez, junto con Carlos Delgado Chalbaud, que instauraron una dictadura militar. La democracia no volvería a Venezuela hasta que Pérez Jiménez fue derrocado en el golpe de Estado de 1958, dando inicio a un largo período de estabilidad constitucional y democrática.

## Antecedentes

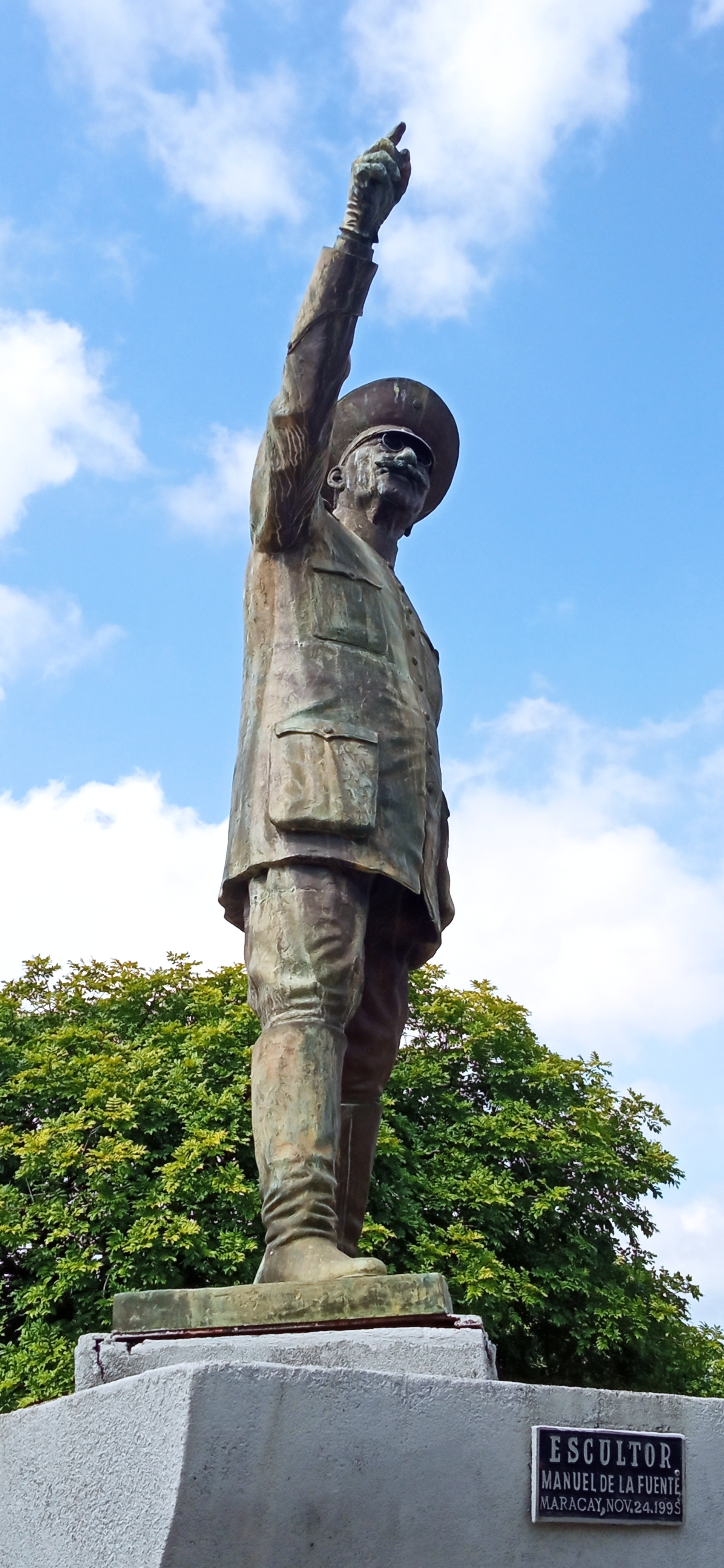
Estatua de Juan Vicente Gómez, dictador de Venezuela. Tras su muerte en 1935, las presidencias de Eleazar López Contreras e Isaías Medina Angarita se encargaron de realizar una apertura democrática de manera gradual.

### Gobierno lopecista
Desde 1936, luego de la muerte de Juan Vicente Gómez, su sucesor a la presidencia, el general Eleazar López Contreras, dio mayores libertadas políticas a los venezolanos, restableciendo la libertad de prensa y liberando a una gran cantidad de presos políticos. No obstante, se negó a legalizar el comunismo, y expulsó del país a 48 políticos que consideraba un peligro al orden establecido, incluyendo a Rómulo Betancourt. López Contreras eliminó también la reelección presidencial inmediata, y redujo el período de gobierno a cinco años, aplicando la medida a él mismo, por lo que en mayo de 1941 entrega la presidencia de Venezuela al general Isaías Medina Angarita, quien también había sido elegido presidente de manera indirecta por el Congreso venezolano.

### Gobierno medinista
Medina Angarita continúa las reformas democráticas, Rómulo Betancourt ya estaba de vuelta en Venezuela, y se le permite fundar Acción Democrática; los comunistas tienen que esperar un poco más, pero finalmente, a finales de 1945, se legaliza el Partido Comunista de Venezuela; para entonces el gobierno ya había creado también su propio partido, el Partido Democrático Venezolano; aunque Copei no es fundado hasta iniciado el Trienio Adeco, sus futuros miembros ya empiezan a crear su organización. La libertad de expresión en Venezuela alcanza entonces niveles similares a los de un país democrático actual, y los sindicatos experimentan también mayores libertades. Aunque López Contreras había criticado en privado algunas medidas de su sucesor, la iniciativa de este último de decretar feriado el Día Internacional de los Trabajadores en 1945, lo distancian definitivamente, ya que consideraba que esta era una celebración «revolucionaria». Es entonces que el anciano general empieza a sondear sus probabilidades ante el Congreso de ser reelecto presidente, maniobra que no pasa desapercibida a los adecos, y que galvaniza a la acción a Rómulo Betancourt y su camarilla.
Aunque los adecos reconocían los avances que se habían hecho en materia de libertades civiles, su principal reclamo era que se realizasen elecciones presidenciales universales, secretas y directas. En ese momento, solamente los venezolanos mayores de 21 años que supiesen leer y escribir, un 10% de la población, podían participar en elecciones de concejales, los cuales luego elegían a los diputados al Congreso, los cuales a su vez designaban a los Senadores, y finalmente las dos Cámaras del Congreso elegían al Presidente de Venezuela. Betancourt reconocía en este sistema un escollo insuperable para que AD, un partido autodenominado popular, alcanzase el poder, y de manera entendible reclamaba su desmantelamiento al presidente Medina, no obstante, éste se negó continuamente, argumentando en privado que aunque él no era opositor a la medida, el Ejército no lo deseaba así. No obstante, y a pesar de la negativa militar, no existe evidencia que señale que Betancourt había considerado el camino del golpe de Estado para lograr sus objetivos, hasta que fue contactado por un grupo de oficiales militares de rango medio, liderados por el mayor Marcos Pérez Jiménez.

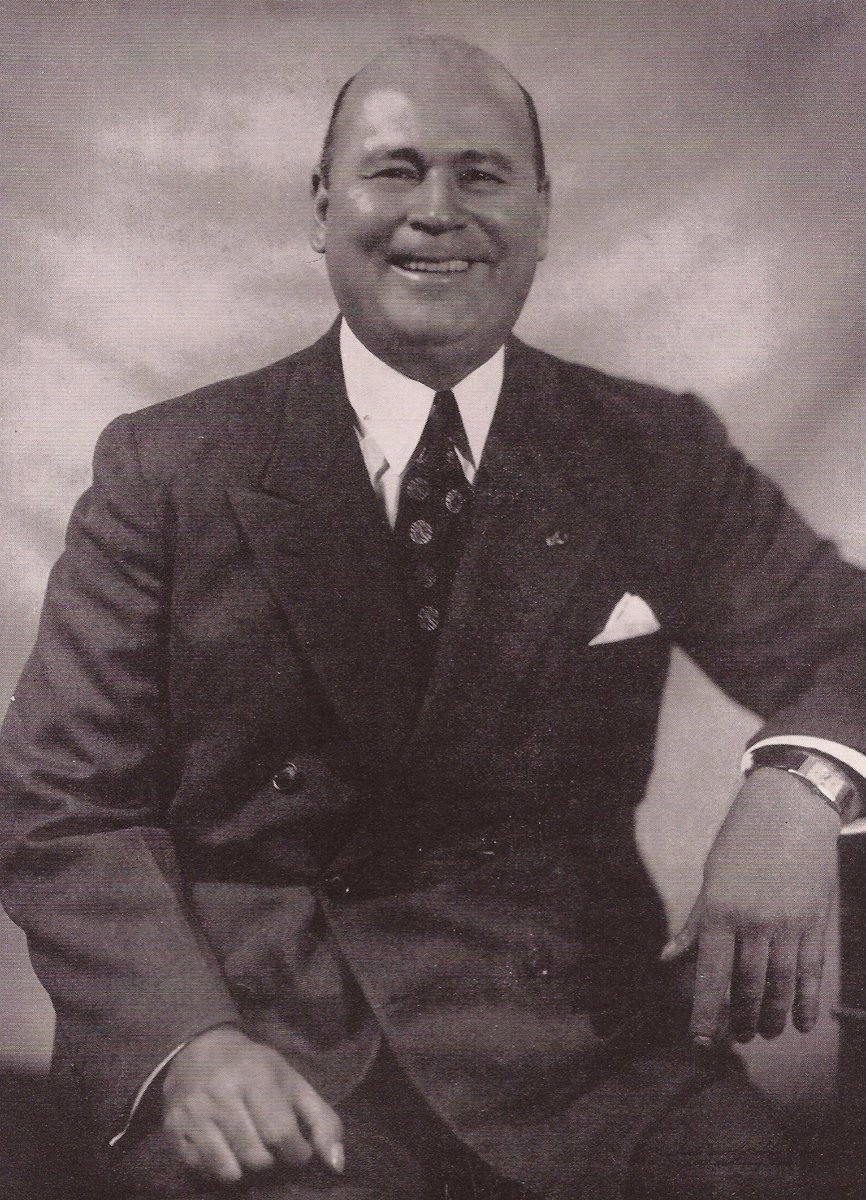
Isaías Medina Angarita, presidente venezolano derrocado tras la Revolución de Octubre de 1945

Inspirado en el sistema celular de las logias militares que había estudiado en la Escuela Militar de Chorrillos, en junio de 1945 Pérez Jiménez fundó la Unión Militar Patriótica (UMP), para planificar el derrocamiento de Medina Angarita; conformada inicialmente por trece oficiales, el número de conspiradores creció luego a aproximadamente 150 a las vísperas del golpe. Sus razones para conspirar fueron resumidas por él mismo en el exilio, en 1983: los nuevos oficiales eran escasos y mal preparados, había rumores de que el ejército sería convertido en una policía nacional, los sueldos eran bajos, y los oficiales al mando no tenían preparación militar moderna. En resumen, Marcos Pérez Jiménez se quejaba que el ejército no se estaba modernizando y que se estaba quedando atrás respecto a otras naciones sudamericanas. Rómulo Betancourt aceptaría de buena gana estas razones, pero luego de que acabase el Trienio Adeco renegaría de ellas, argumentando que los jóvenes oficiales solamente tenían deseos de mando, y que ayudaron a derrocar a Medina Angarita porque resentían a los viejos altos oficiales, a quienes consideraban incapaces y con ideas militares obsoletas. Viendo que Pérez Jiménez y Rómulo Betancourt no compartían la visión de sistema de gobierno para Venezuela, queda claro que la necesidad de la UMP de contactar a los adecos surgió del completo desconocimiento que la sociedad venezolana tenía de estos oficiales; no obstante, al asociarse con Acción Demacrática, el Golpe recibía la base popular que originalmente carecía.

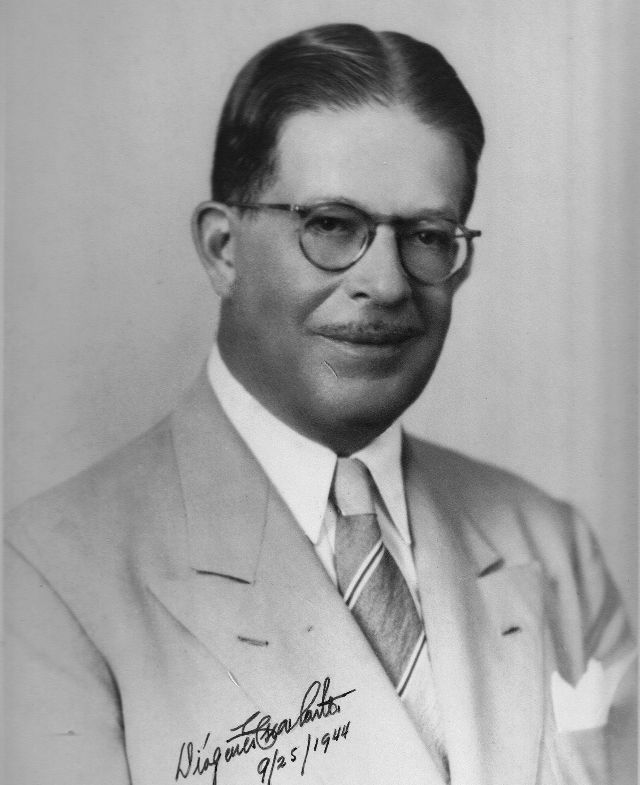
Diógenes Escalante, posible sucesor de Medina Angarita tras un conceso político, pero que tuvo que declinar en vista de padecer de una enfermedad mental que lo inhabilitó, hecho que desencadenó una crisis política en ese entonces.

Por su parte, Medina Angarita tenía sus propios planes de sucesión presidencial, después de descartar a Arturo Uslar Pietri como su sucesor, por no ser tachirense, eligió a Diógenes Escalante, quien desde hace varios años se desempeñaba como embajador en Washington D. C. Al enterarse, Rómulo Betancourt y Raúl Leoni viajaron a Estados Unidos, donde se entrevistaron con Escalante, este último les aseguró que durante su gobierno aprobaría las elecciones presidenciales universales, directas y secretas, que era exactamente lo que los adecos estaban reclamando. Con esta promesa, Betancourt se comprometió a apoyar al candidato del presidente Medina, sin sospechar que en agosto de 1945, Diógenes Escalante perdería la razón abruptamente al regresar a Venezuela, viéndose forzado a abandonar la política y a pasar el resto de su vida en un centro psiquiátrico. El presidente Medina propuso entonces a su Ministro de Agricultura y Cría, Ángel Biagini, en lugar de Escalante; pero éste no contó con el favor de Betancourt, y la vía del golpe de Estado se activó de nuevo.

## Golpe de Estado de 1945

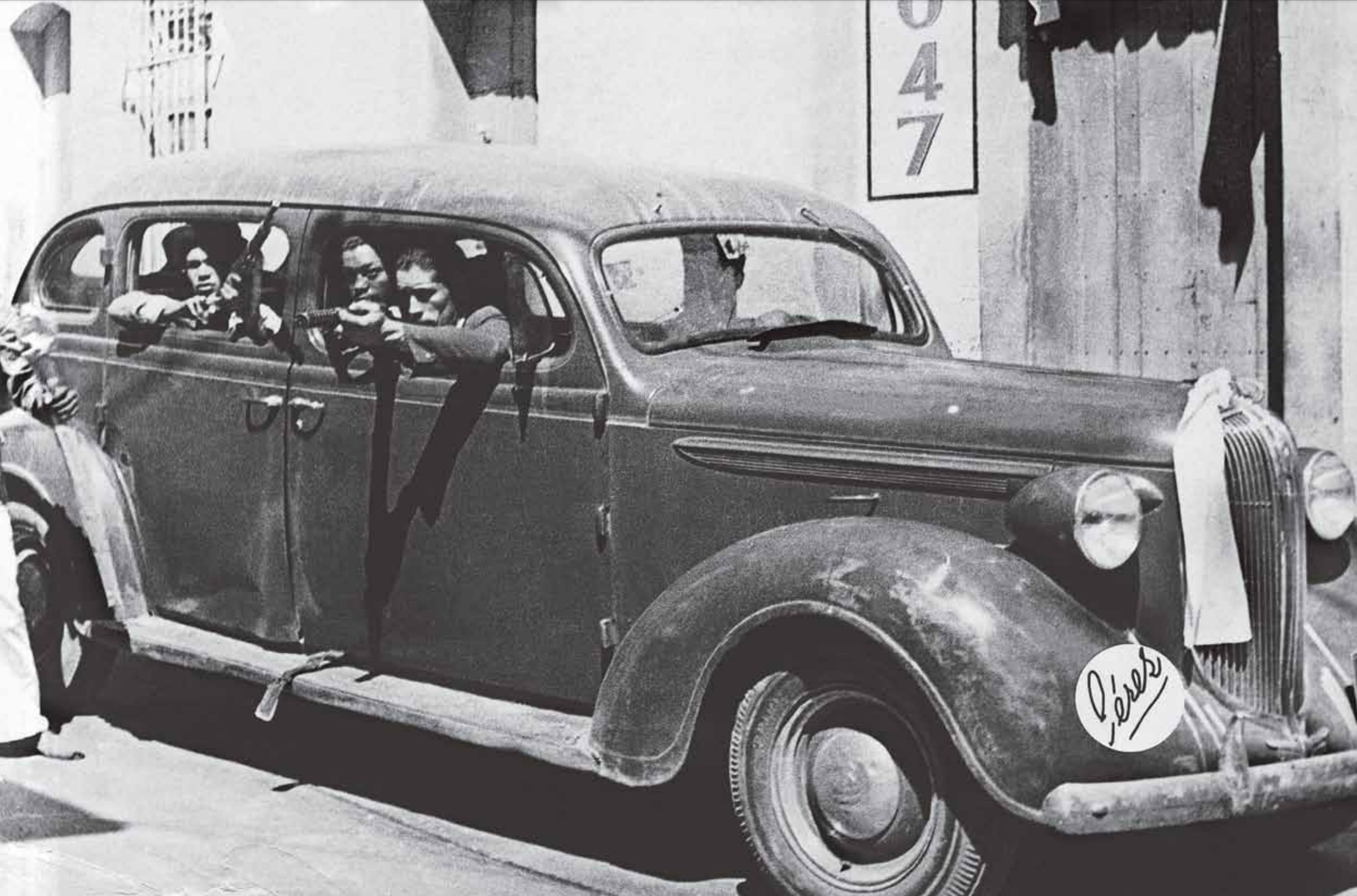
En los combates del 18 de octubre de 1945 participan unos cuantos civiles mal armados que apoyan a las tropas alzadas.

El 18 de octubre de 1945, los oficiales golpistas iniciaron sus acciones rebeldes prematuramente al enterarse de que Pérez Jiménez había sido arrestado; el presidente fue aconsejado por uno de los veteranos generales gomecistas, apodados «chopos de piedra» por los oficiales jóvenes, que atacara la Escuela Militar, uno de los focos del alzamiento y controlado por el mayor Carlos Delgado Chalbaud, pero el mandatario se negó: «¡Yo no asesino cadetes!». Aunque perdió el control de la militarmente importante ciudad de Maracay, Medina Angarita sí contaba con unidades militares fieles en Caracas, incluyendo a la Policía, pero prefirió entregarse para evitar un derramamiento de sangre.
El golpe sorprende desprevenida a la opinión pública, incluyendo a los militantes de AD, quienes no han sido informados. Al principio se llegó a creer que el jefe golpista era el general Eleazar López Contreras, al desconocer que éste había sido arrestado por los alzados. Luego se supo que los militares rebeldes contaban un componente civil muy reducido, cuyo aporte en las maniobras del golpe había sido mínimo, pero que en el nuevo gobierno ejercería un papel protagónico.

## Gobiernos del Trienio
El Trienio Adeco se puede dividir en dos etapas representados por los dos gobiernos que la constituyeron. La primera etapa vio a Venezuela ser dirigida por una Junta de Gobierno Cívico-Militar presidida por Rómulo Betancourt; la segunda etapa fue el breve gobierno de Rómulo Gallegos, quien fue elegido en las primeras elecciones presidenciales universales, secretas y directas de Venezuela.

### Junta Revolucionaria de Gobierno

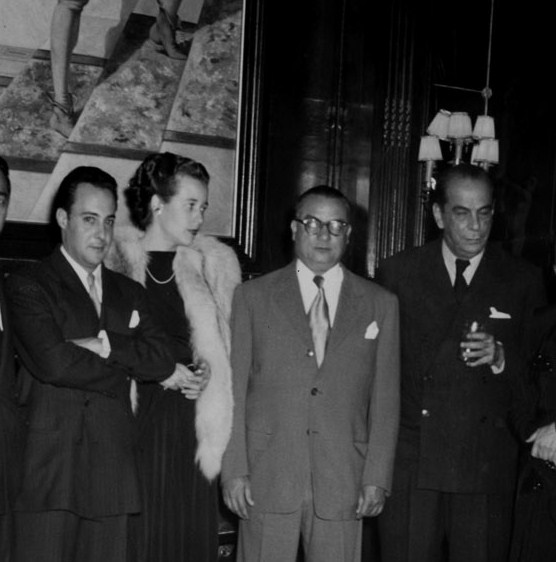
Líderes civiles del Trienio Adeco, de derecha a izquierda: Rómulo Gallegos, primer presidente electo de Venezuela; Rómulo Betancourt, presidente de la Junta Revolucionaria y luego ministro del Interior de Gallegos; y Eduardo Mendoza (con su esposa), ministro de Agricultura durante la Junta.

El 19 de octubre de 1945, en el Palacio de Miraflores de Caracas, la Junta Revolucionaria de Gobierno de los Estados Unidos de Venezuela fue constituida como el cuerpo ejecutivo que sucedió al derrocado Medina Angarita. Betancourt fue nombrado Presidente de la Junta; los otros miembros civiles de la Junta fueron  Luis Beltrán Prieto Figueroa, Raúl Leoni, Gonzalo Barrios y Edmundo Fernández Marquis, todos adecos menos el último que era independiente; los otros dos miembros eran militares, el mayor Carlos Delgado Chalbaud, y el capitán Mario Ricardo Vargas. Todos eran jóvenes políticos, ninguno pasaba los 45 años.
La Junta Revolucionaria limitó su período de gobierno al tiempo necesario para realizar elecciones libres llamando a una asamblea constituyente, la cual derogaría a la carta magna vigente de 1936 al aprobar la Constitución de 1947. Asimismo, con esta nueva carta magna se realizan las primeras elecciones presidenciales en Venezuela que permiten el voto a analfabetas y a mujeres. Anteriormente, en abril de 1945, bajo la presidencia de Medina Angarita se había permitido el voto a hombres analfabetas mayores de 21 años para elegir diputados y a las mujeres, con las mismas exigencias, para elegir solamente a los miembros de los consejos municipales.
Otro aspecto importante, es que los miembros de la Junta Revolucionaria se autoinhabilitaron para postularse como diputados constituyentes o como presidente, lo cual constituía un hito histórico, ya que hasta entonces ningún mandatario venezolano había bloqueado su propia reelección mediante ley de manera voluntaria.
En cuanto al carácter político-económico de la Junta Revolucionaria, Betancourt expresó que en aquel entonces estaban convencidos de que Venezuela «no puede saltar la etapa del desarrollo capitalista de su economía», por lo que aseguró que lo que se desarrollaba «se emparienta más con la revolución democrático-burguesa que con la revolución socialista».
Otro aspecto novedoso en el gobierno de la Junta fue la creación del Ministerio del Trabajo, el 21 de octubre, cartera que hasta entonces funcionaba con el Ministerio de Comunicaciones. Raúl Leoni fue colocado a la cabeza de este nuevo ministerio, cargo que mantuvo a lo largo de todo el Trienio. Desde allí, los adecos promovieron y estructuraron el movimiento sindical y campesino venezolano, multiplicándose en sólo unos meses la cantidad de sindicatos (de 215 a 757), y apareciendo por primera vez las federaciones sindicales. En 1947 se constituiría la Confederación de Trabajadores de Venezuela, y luego la Federación de Obreros Portuarios y la Federación de los Trabajadores de la Construcción. 
El 27 de Octubre se prohíbe a los medios informar sobre movimientos  de tropas, así como otras operaciones de carácter militar. El 1 de noviembre de 1945 la junta revolucionaria de gobierno tomó posesión del diario El Tiempo, periódico acusado de supuestamente recibir financiamiento del expresidente Isaías Medina Angarita de uno 25.000 bs mensuales
El 17 de noviembre, se forma una Comisión Preparatoria que debe redactar el Estatuto Electoral para la elección de los constituyentes, y que también redactará un proyecto de Constitución que estos últimos debatirán. La Junta designa a esta comisión, quedando conformada por Andrés Eloy Blanco (presidente de la misma), Jesús Enrique Lossada, Nicomedes Zuloaga, Lorenzo Fernández, Germán Suárez Flamerich, Ambrosio Oropeza, Martín Pérez Guevara, Luis Eduardo Moncada, y Luis Hernández Solís.
A finales de noviembre fueron desterrados los expresidentes Isaías Medina Angarita y Eleazar López Contreras, el ministro Arturo Uslar Pietri y otros 13 exfuncionarios.  El 23 de diciembre de 1945 fueron regulados los precios de los alquileres. Por otro lado, una de las medidas más controvertidas de la Junta Revolucionaria fue la creación del Jurado de Responsabilidad Civil y Administrativa el 27 de noviembre de 1945, órgano aparentemente diseñado para combatir la corrupción, pero que fue criticado por haberse usado supuestamente en contra de opositores al gobierno adeco. Asimismo, también existió durante esta época la figura de los cabilleros, acusados de ser grupos de choque. A mediados de 1946 se lanza en decreto 321, un documento oficial que influía sobre el sistema de calificaciones, promociones y exámenes en educación primaria y secundaría.
Se crea la Corporación de Economía Básica con aportes de capital de la Standard Oil of New Jersey y de su subsidiaria en Venezuela la Creole Petroleum Corporation. En 1946 el gobierno creó la Corporación Venezolana de Fomento (CVF) para financiar abiertamente a los grupos empresariales con el argumento de industrializar el país, impulsar la electrificación de los centros poblados, sustituir importaciones y romper la dependencia del petróleo. Ese mecanismo fue aprovechado por varios empresarios  locales para el fortalecimiento y diversificación de sus negocios.
El 15 de marzo de 1946, la Comisión presenta su Estatuto Electoral, donde se estipuló que todo venezolano mayor de 18 años pudiese votar, sin importar su sexo o si era analfabeto; además, todo venezolano mayor de 21 años podía postularse como constituyente, exceptuando aquellos que fuesen miembros del Poder Ejecutivo Nacional o Regional, es decir, los miembros de la Junta y los Gobernadores o Presidentes de los estados.
El 11 de junio de 1946 Copei convocó a una manifestación en la Plaza Urdaneta de Caracas que terminó en un tiroteo; los perpetradores gritaban "muera Copei, abajo la reacción". Unos días después el 18 de junio, mientras Rafael Caldera daba un discurso en el Nuevo Circo de Caracas, hubo un encuentro donde fueron asesinados 2 personas y 7 fueron heridos.
El 26 de diciembre de 1946 se crea una comisión para investigar supuestas torturas a los detenidos políticos, las investigaciones concluyen en que afirmativamente hubo casos de violaciones a los derechos humanos. La junta revolucionaria de gobierno procede a destituir a los responsables de sus cargos. El 11 de enero de 1947 el gobierno procede a liberar a todos los presos políticos que denuncian haber sido torturados.

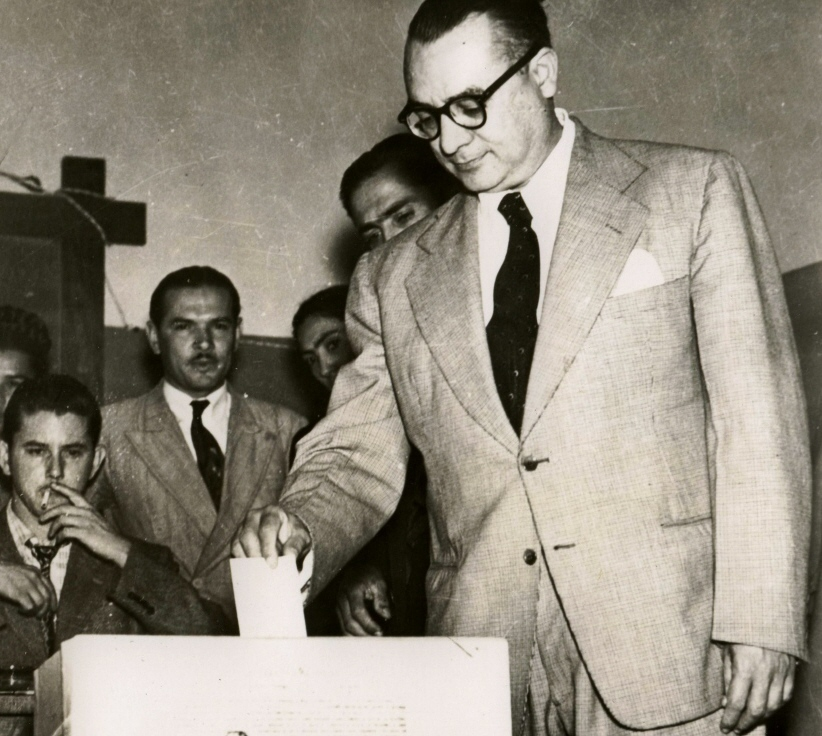
Rómulo Gallegos vota para la Asamblea Constituyente de 1946.

El 27 de octubre de 1946 se celebraron las elecciones de aquellos representantes que fueron postulados por los partidos políticos de la época para una Asamblea Nacional Constituyente, elecciones que son arrizadas por Acción Democrática con 137 representantes, seguido de Copei con 19, URD y PCV con 2 cada uno. El 22 de octubre de 1947 se termina de redactar la nueva constitución democrática.

### Gobierno de Rómulo Gallegos

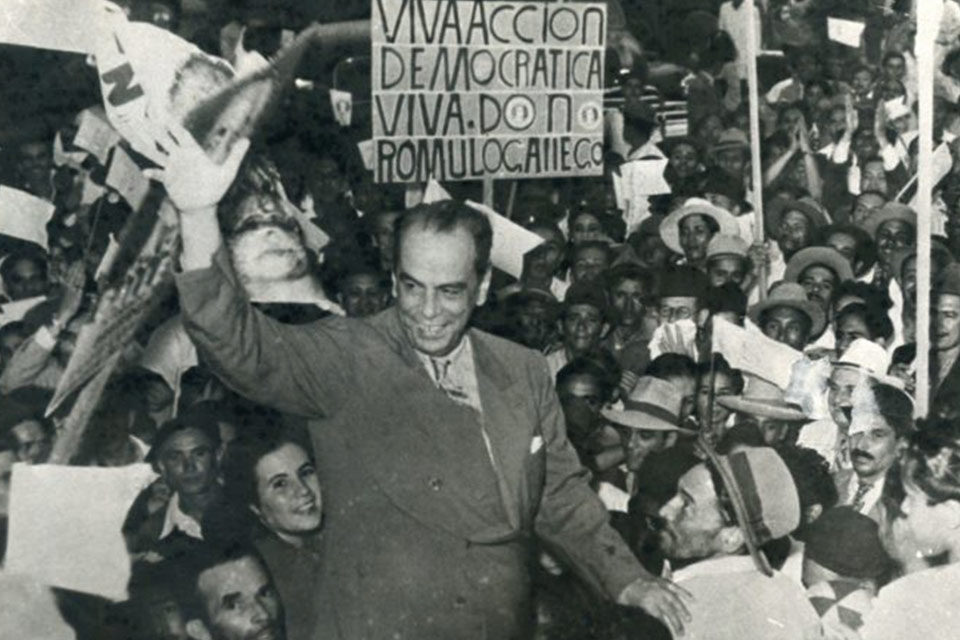
Campaña presidencial de Rómulo Gallegos en 1947.

Rómulo Gallegos es electo en las primeras elecciones libres de Venezuela de 1947 mediante el sufragio universal, directo y secreto. Toma el cargo el 15 de febrero de 1948 y se destacó por elevar la participación fiscal del estado en la renta petrolera de 43 % al 50 %, un esquema tributario conocido como «fifty/fifty» y que fue replicado posteriormente en varios países productores, notablemente Arabia Saudita. El 9 de mayo se llevan a cabo las Elecciones municipales de Venezuela de 1948 ganadas por Acción Democrática.
El 19 de mayo de 1948 inició una huelga general universitaria exigiendo acelerar las reformas universitarias; Rafael Caldera apoyó estas manifestaciones y apenas dos días después ocurre un atropello policial contra su persona donde la policía le lanza seis bombas lacrimógenas a él y su acompañantes a la salida una reunión del partido. Poco después se clausurada temporalmente las actividades universitarias por Decreto del Consejo Universitario hasta septiembre. Otro hecho importante ocurre el 9 de noviembre de 1948, cuando milicias de Acción Democrática realizaron un asalto al mitin de Copei, provocando el caos al atacar a pedradas a los dirigentes copeyanos en Puerto Cabello. hecho que fue repudiado de parte de Copei y la Unión Republicana Democrática, calificándolo de antidemocrático y bochornoso.

## Golpe de Estado de 1948

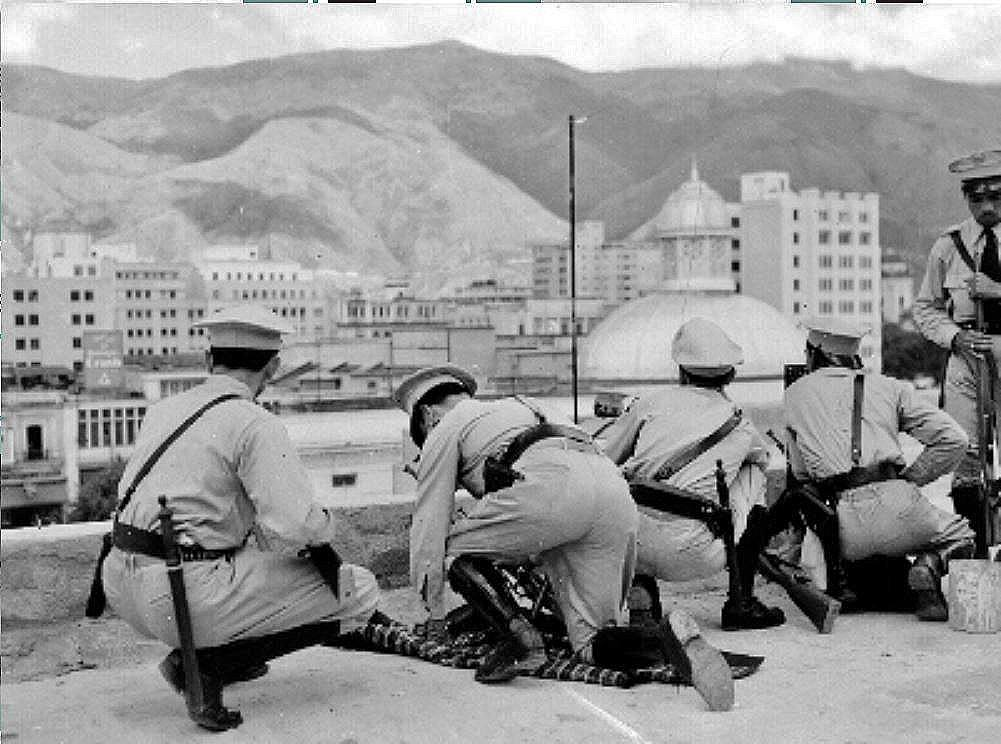
Militares en la azotea del Congreso de la República de Venezuela en 1948.

Ante las sospechar de un posible golpe de Estado el 21 de noviembre se suspenden las garantías constitucionales y el 24 el ejército se subleva en el golpe de Estado de 1948 bajo el mando de una junta militar encabezada por Carlos Delgado Chalbaud, los militares destituyen a Rómulo Gallegos de su cargo y lo mandan al exilio dando fin al Trienio Adeco e iniciando el periodo de dictadura militar.